# Athletes Unlimited Volleyball 2021
L'Athletes Unlimited Volleyball 2021 si è svolta dal 27 febbraio al 29 marzo 2021 allo State Fair Coliseum di Dallas (Texas): al torneo hanno partecipato 46 pallavoliste e la vittoria finale è andata alla statunitense Jordan Larson. 

## Impianti
|                                                                         |  |  |
|                                                                         |  |  |
| State Fair Coliseum Città: Dallas Capienza: 8 513 Anno d'apertura: 1955 |  |  |

## Regolamento
Rispetto ai tradizionali campionati di pallavolo, quello organizzato da Athletes Unlimited presenta diverse differenze. 
- Non vi sono dei veri club, ma le giocatrici vengono settimanalmente selezionate attraverso un draft per formare quattro squadre che prendono inizialmente il nome dai colori delle loro divise (Gold, Orange, Blue e Purple) e in seguito dal rispettivo capitano; il primo draft vede nei ruoli di capitani le migliori quattro giocatrici della pre-season, mentre dalla seconda settimana il ruolo viene ricoperto dalle quattro giocatrici in testa alla classifica.
- L'intero evento si svolge all'interno della medesima arena, eliminando il criterio delle partite giocate in casa e in trasferta.
- Ogni partita dura tre set e la vittoria finale viene assegnata alla squadra che ottiene più punti totali, non a quella che vince più set.
- La classifica riguarda le giocatrici, che accumulano punti attraverso i risultati, i premi di MVP (assegnati dalle giocatrici stesse e dai fans) e le statistiche di rendimento individuale.
- Il torneo vede le squadre formate attraverso il draft affrontarsi in un round-robin ogni settimana.

### Criteri di classifica
I punti vengono accumulati dalle giocatrici, invece che dalle squadre, attraverso i risultati, i premi di MVP (assegnati dalle giocatrici stesse e dai fans) e le statistiche di rendimento individuale: 
- Partita vinta = +60 punti;
- Set vinto = +40 punti;
- MVP 1 = +60 punti;
- MVP 2 = +40 punti;
- MVP 3 = +20 punti;
- Servizio: ace = +12 punti, errore = -8 punti;
- Attacco: vincente = +8 punti, errore = -8 punti;
- Palleggio: assist[5] = +1 punto, errore = -12 punti;
- Difesa: +5 punti, l'errore non rientra nel compunto;
- Ricezione: positiva = +2 punti, errore = -12 punti;
- Muro: vincente = +12 punti, l'errore non rientra nel computo.

## Partecipanti
| N  | Giocatrice               | R | TW1  | TW2  | TW3  | TW4  | TW5  |
| -- | ------------------------ | - | ---- | ---- | ---- | ---- | ---- |
| 42 | Symone Abbott            | S | 281  | 436  | 752  | 1371 | 1914 |
| 90 | Odina Əliyeva            | S | 420  | 601  | 677  | 727  | 1154 |
| 16 | Sherridan Atkinson       | O | 609  | 1172 | 1566 | 1897 | 2230 |
| 55 | Alison Bastianelli       | C | 280  | 882  | 996  | 1016 | 1291 |
| 17 | Taylor Bruns             | P | 407  | 712  | 985  | 1500 | 1704 |
| 19 | Katie Carter             | O | 247  | 327  | 387  | 895  | 1393 |
| 7  | Tiffany Clark            | L | 478  | 979  | 1229 | 2006 | 2529 |
| 77 | Corissa Crocker          | C | 528  | 772  | 915  | 1043 | 1603 |
| 24 | Áurea Cruz               | S | 381  | 1007 | 1477 | 2498 | 3582 |
| 13 | Sheilla de Castro        | O | 326  | 614  | 1253 | 1856 | 2350 |
| 81 | Bethania de la Cruz      | S | 750  | 1670 | 2688 | 3229 | 3690 |
| 9  | TeTori Dixon             | C | 0    | 0    | 0    | 0    | 0    |
| 14 | Leah Edmond              | S | 756  | 1466 | 2100 | 2260 | 2440 |
| 11 | Erin Fairs               | S | 149  | 323  | 853  | 1070 | 1279 |
| 22 | Sareea Freeman           | O | 306  | 734  | 1234 | 1594 | 1798 |
| 6  | Lauren Gibbemeyer        | C | 660  | 1028 | 1398 | 2112 | 2891 |
| 15 | Nia Grant                | C | 323  | 899  | 1597 | 2041 | 2323 |
| 1  | Kristen Hahn             | L | 379  | 974  | 1525 | 1974 | 2825 |
| 4  | Erica Handley            | P | 138  | 250  | 750  | 1110 | 1290 |
| 49 | Briana Holman            | C | -    | 80   | 300  | 320  | 570  |
| 33 | Alexandra Holston        | O | 429  | 744  | 1076 | 1110 | 1863 |
| 52 | Kelly Hunter             | P | 453  | 1288 | 2215 | 2512 | 3027 |
| 44 | Willow Johnson           | O | 233  | 812  | 1060 | 1060 | 1060 |
| 10 | Jordan Larson            | S | 1021 | 1828 | 2652 | 3857 | 4569 |
| 8  | Cassidy Lichtman         | S | 653  | 653  | 1011 | 1612 | 2203 |
| 23 | Molly Lohman             | C | 169  | 605  | 1136 | 1524 | 2003 |
| 25 | Karsta Lowe              | O | 875  | 1418 | 2279 | 3079 | 3566 |
| 34 | Kaylee Manns             | P | 613  | 915  | 1181 | 1941 | 2406 |
| 5  | Mallory McCage           | C | 533  | 1073 | 1597 | 1973 | 2247 |
| 18 | Deja McClendon           | S | 477  | 1175 | 1842 | 2643 | 3127 |
| 50 | Ciara Michel             | C | 260  | 560  | 600  | 1100 | 1360 |
| 28 | Taylor Morgan            | C | 409  | 826  | 1322 | 1884 | 2551 |
| 2  | Valerie Nichol           | P | 327  | 327  | 327  | 729  | 1130 |
| 95 | Ebony Nwanebu            | O | 603  | 1463 | 1862 | 2644 | 3031 |
| 26 | Brie O'Reilly            | P | 629  | 1378 | 2075 | 2855 | 3675 |
| 21 | Amanda Peterson          | P | 285  | 725  | 765  | 770  | 1049 |
| 45 | Kylie Pickrell           | P | -    | 280  | 600  | 820  | 1280 |
| 27 | Dalianliz Rosado         | L | 535  | 798  | 1281 | 1857 | 2199 |
| 41 | Taylor Sandbothe         | C | 443  | 890  | 1269 | 1909 | 2315 |
| 3  | Samantha Seliger-Swenson | P | 420  | 1015 | 1527 | 1874 | 2390 |
| 29 | Lindsay Stalzer          | S | 538  | 1025 | 1892 | 2067 | 2745 |
| 30 | Lianna Sybeldon          | C | 648  | 1146 | 1921 | 2305 | 2798 |
| 80 | Holly Toliver            | S | 258  | 608  | 960  | 1333 | 1461 |
| 40 | Nomaris Vélez            | L | 494  | 1156 | 1870 | 2012 | 2434 |
| 47 | Kristy Wieser            | C | 134  | 414  | 734  | 954  | 1134 |
| 32 | Erica Wilson             | S | 272  | 687  | 899  | 1399 | 1859 |

      Team Gold
      Team Orange
      Team Blue
      Team Purple
      Assente
      Inattiva
Capitani

### Capitani
| W | Team Gold           | Team Orange         | Team Blue     | Team Purple         |
| - | ------------------- | ------------------- | ------------- | ------------------- |
| 1 | Áurea Cruz          | Brie O'Reilly       | Tiffany Clark | Lianna Sybeldon     |
| 2 | Jordan Larson       | Karsta Lowe         | Leah Edmond   | Bethania de la Cruz |
| 3 | Jordan Larson       | Bethania de la Cruz | Leah Edmond   | Ebony Nwanebu       |
| 4 | Bethania de la Cruz | Jordan Larson       | Karsta Lowe   | Kelly Hunter        |
| 5 | Jordan Larson       | Bethania de la Cruz | Karsta Lowe   | Brie O'Reilly       |

### Allenatori
| W | Team Gold        | Team Orange      | Team Blue        | Team Purple      |
| - | ---------------- | ---------------- | ---------------- | ---------------- |
| 1 | Tayyiba Haneef   | Tamari Miyashiro | Jamie Morrison   | Joseph Trinsey   |
| 2 | Tamari Miyashiro | Jamie Morrison   | Joseph Trinsey   | Tayyiba Haneef   |
| 3 | Jamie Morrison   | Joseph Trinsey   | Tayyiba Haneef   | Tamari Miyashiro |
| 4 | Joseph Trinsey   | Tayyiba Haneef   | Tamari Miyashiro | Jamie Morrison   |
| 5 | Tayyiba Haneef   | Tamari Miyashiro | Jamie Morrison   | Joseph Trinsey   |

### Avvicendamenti
- La prima settimana:

Alison Bastianelli, inizialmente capitano del Team Orange, viene sostituita a causa di un infortunio;
Brie O'Reilly viene eletta capitano, in quanto giocatrice del Team Orange con più punti in classifica nella pre-season dopo l'infortunio di Alison Bastianelli;
Nia Grant, inizialmente selezionata dal Team Purple, viene riassegnata al Team Orange a causa dell'infortunio di Alison Bastianelli, per riequilibrare le squadre;
TeTori Dixon non partecipa alla competizione a causa di un infortunio.
- La seconda settimana:

Cassidy Lichtman non parcipa alla competizione;
Briana Holman subentra all'infortunata TeTori Dixon, che abbandona il torneo;
Kylie Pickrell subentra all'infortunata Valerie Nichol, che resta inattiva per due settimane.
- La quarta settimana:

Valerie Nichol subentra a Willow Johnson, che abbandona il torneo.
- La quinta settimana:

Leah Edmond abbandona il torneo, ma riceve comunque i punti per le vittorie conseguite dal Team O'Reilly.

## Torneo

### Week 1
| Gara 1 |                               |       |                           |
|        |                               |       |                           |
| 27-02  | Team O'Reilly - Team Sybeldon | 58-73 | 12-25, 21-25, 25-23 (1-2) |
| 27-02  | Team Clark - Team Cruz        | 76-65 | 25-22, 26-24, 25-19 (3-0) |

| Gara 2 |                            |       |                           |
|        |                            |       |                           |
| 28-02  | Team Clark - Team O'Reilly | 65-68 | 25-18, 22-25, 18-25 (1-2) |
| 28-02  | Team Cruz - Team Sybeldon  | 65-73 | 25-23, 17-25, 23-25 (1-2) |

| \| Gara 3 \| \| \| \| \| \| \| \| \| \| 01-03 \| Team O'Reilly - Team Cruz \| 74-69 \| 22-25, 25-15, 27-29 (1-2) \| \| 01-03 \| Team Sybeldon - Team Clark \| 64-61 \| 25-18, 14-25, 25-18 (2-1) \| |                            |       |                           |
| Gara 3 |                            |       |                           |
| |                            |       |                           |
| 01-03 | Team O'Reilly - Team Cruz  | 74-69 | 22-25, 25-15, 27-29 (1-2) |
| 01-03 | Team Sybeldon - Team Clark | 64-61 | 25-18, 14-25, 25-18 (2-1) |

### Week 2
| Gara 1 |                             |       |                           |
|        |                             |       |                           |
| 06-03  | Team Lowe - Team de la Cruz | 67-73 | 23-25, 25-23, 19-25 (1-2) |
| 06-03  | Team Larson - Team Edmond   | 70-69 | 22-25, 25-19, 23-25 (1-2) |

| Gara 2 |                               |       |                           |
|        |                               |       |                           |
| 07-03  | Team Larson - Team Lowe       | 71-69 | 26-24, 20-25, 25-20 (2-1) |
| 07-03  | Team Edmond - Team de la Cruz | 59-67 | 17-25, 25-17, 17-25 (1-2) |

| \| Gara 3 \| \| \| \| \| \| \| \| \| \| 08-03 \| Team Lowe - Team Edmond \| 57-75 \| 14-25, 21-25, 22-25 (0-3) \| \| 08-03 \| Team de la Cruz - Team Larson \| 73-57 \| 25-18, 25-14, 23-25 (2-1) \| |                               |       |                           |
| Gara 3 |                               |       |                           |
| |                               |       |                           |
| 08-03 | Team Lowe - Team Edmond       | 57-75 | 14-25, 21-25, 22-25 (0-3) |
| 08-03 | Team de la Cruz - Team Larson | 73-57 | 25-18, 25-14, 23-25 (2-1) |

### Week 3
| Gara 1 |                                |       |                           |
|        |                                |       |                           |
| 13-03  | Team de la Cruz - Team Nwanebu | 75-59 | 25-21, 25-17, 25-21 (3-0) |
| 13-03  | Team Larson - Team Edmond      | 80-77 | 37-35, 25-17, 18-25 (2-1) |

| Gara 2 |                               |       |                           |
|        |                               |       |                           |
| 14-03  | Team de la Cruz - Team Edmond | 75-54 | 25-21, 25-18, 25-15 (3-0) |
| 14-03  | Team Nwanebu - Team Larson    | 54-70 | 13-25, 25-20, 16-25 (1-2) |

| \| Gara 3 \| \| \| \| \| \| \| \| \| \| 15-03 \| Team Edmond - Team Nwanebu \| 76-68 \| 26-24, 25-22, 25-22 (3-0) \| \| 15-03 \| Team Larson - Team de la Cruz \| 66-73 \| 25-23, 20-25, 21-25 (1-2) \| |                               |       |                           |
| Gara 3 |                               |       |                           |
| |                               |       |                           |
| 15-03 | Team Edmond - Team Nwanebu    | 76-68 | 26-24, 25-22, 25-22 (3-0) |
| 15-03 | Team Larson - Team de la Cruz | 66-73 | 25-23, 20-25, 21-25 (1-2) |

### Week 4
| Gara 1 |                             |       |                           |
|        |                             |       |                           |
| 20-03  | Team Larson - Team Hunter   | 75-55 | 25-22, 25-16, 25-17 (3-0) |
| 20-03  | Team de la Cruz - Team Lowe | 67-70 | 25-20, 23-25, 18-25 (1-2) |

| Gara 2 |                               |       |                           |
|        |                               |       |                           |
| 21-03  | Team Larson - Team Lowe       | 70-58 | 25-16, 25-17, 20-25 (2-1) |
| 21-03  | Team Hunter - Team de la Cruz | 62-75 | 18-25, 21-25, 23-25 (0-3) |

| \| Gara 3 \| \| \| \| \| \| \| \| \| \| 22-03 \| Team Lowe - Team Hunter \| 75-57 \| 25-20, 25-21, 25-16 (3-0) \| \| 22-03 \| Team de la Cruz - Team Larson \| 56-75 \| 15-25, 21-25, 20-25 (0-3) \| |                               |       |                           |
| Gara 3 |                               |       |                           |
| |                               |       |                           |
| 22-03 | Team Lowe - Team Hunter       | 75-57 | 25-20, 25-21, 25-16 (3-0) |
| 22-03 | Team de la Cruz - Team Larson | 56-75 | 15-25, 21-25, 20-25 (0-3) |

### Week 5
| Gara 1 |                                 |       |                           |
|        |                                 |       |                           |
| 27-03  | Team de la Cruz - Team O'Reilly | 58-68 | 25-18, 15-25, 18-25 (1-2) |
| 27-03  | Team Larson - Team Lowe         | 72-55 | 25-18, 22-25, 25-12 (2-1) |

| Gara 2 |                             |       |                           |
|        |                             |       |                           |
| 28-03  | Team de la Cruz - Team Lowe | 63-73 | 24-26, 14-25, 25-22 (1-2) |
| 28-03  | Team O'Reilly - Team Larson | 80-78 | 33-31, 25-22, 22-25 (2-1) |

| \| Gara 3 \| \| \| \| \| \| \| \| \| \| 29-03 \| Team Lowe - Team O'Reilly \| 67-75 \| 21-25, 23-25, 23-25 (0-3) \| \| 29-03 \| Team Larson - Team de la Cruz \| 66-68 \| 25-20, 16-25, 25-23 (2-1) \| |                               |       |                           |
| Gara 3 |                               |       |                           |
| |                               |       |                           |
| 29-03 | Team Lowe - Team O'Reilly     | 67-75 | 21-25, 23-25, 23-25 (0-3) |
| 29-03 | Team Larson - Team de la Cruz | 66-68 | 25-20, 16-25, 25-23 (2-1) |

## Premi individuali
| Premio                       | Giocatrice    |
| ---------------------------- | ------------- |
| Defensive Player of the Year | Nomaris Vélez |

## Statistiche
| Giocatrice         | AUV | AUV | AUV | AUV | AUV |
| Giocatrice         | P   | PT  | AV  | MV  | BV  |
| ------------------ | --- | --- | --- | --- | --- |
| S. Abbott          | 15  | 125 | 118 | 5   | 2   |
| O. Əliyeva         | 12  | 39  | 32  | 7   | 0   |
| S. Atkinson        | 14  | 132 | 113 | 18  | 1   |
| A. Bastianelli     | 12  | 73  | 46  | 24  | 3   |
| T. Bruns           | 11  | 15  | 7   | 3   | 5   |
| K. Carter          | 11  | 29  | 25  | 1   | 3   |
| T. Clark           | 15  | 0   | 0   | 0   | 0   |
| C. Crocker         | 15  | 101 | 68  | 29  | 4   |
| Á. Cruz            | 14  | 190 | 171 | 9   | 10  |
| S. de Castro       | 15  | 115 | 100 | 12  | 3   |
| B. de la Cruz      | 15  | 215 | 193 | 8   | 14  |
| L. Edmond          | 12  | 154 | 123 | 22  | 9   |
| E. Fairs           | 10  | 30  | 22  | 3   | 5   |
| S. Freeman         | 6   | 7   | 4   | 2   | 1   |
| L. Gibbemeyer      | 15  | 136 | 95  | 33  | 8   |
| N. Grant           | 15  | 85  | 63  | 22  | 0   |
| K. Hahn            | 15  | 0   | 0   | 0   | 0   |
| E. Handley         | 4   | 3   | 2   | 1   | 0   |
| B. Holman          | 3   | 12  | 11  | 1   | 0   |
| A. Holston         | 8   | 50  | 44  | 5   | 1   |
| K. Hunter          | 15  | 44  | 20  | 15  | 9   |
| W. Johnson         | 8   | 65  | 59  | 5   | 1   |
| J. Larson          | 15  | 247 | 213 | 19  | 15  |
| C. Lichtman        | 12  | 79  | 66  | 5   | 8   |
| M. Lohman          | 14  | 12  | 2   | 4   | 6   |
| K. Lowe            | 15  | 251 | 230 | 17  | 4   |
| K. Manns           | 13  | 14  | 13  | 1   | 0   |
| M. McCage          | 15  | 146 | 117 | 26  | 3   |
| D. McClendon       | 15  | 141 | 118 | 14  | 9   |
| C. Michel          | 0   | 0   | 0   | 0   | 0   |
| T. Morgan          | 15  | 107 | 82  | 23  | 2   |
| V. Nichol          | 4   | 7   | 6   | 1   | 0   |
| E. Nwanebu         | 15  | 192 | 167 | 21  | 4   |
| B. O'Reilly        | 15  | 46  | 20  | 17  | 9   |
| A. Peterson        | 8   | 1   | 0   | 0   | 1   |
| K. Pickrell        | 0   | 0   | 0   | 0   | 0   |
| D. Rosado          | 15  | 0   | 0   | 0   | 0   |
| T. Sandbothe       | 15  | 110 | 68  | 28  | 14  |
| S. Seliger-Swenson | 14  | 29  | 16  | 4   | 9   |
| L. Stalzer         | 15  | 111 | 90  | 18  | 3   |
| L. Sybeldon        | 15  | 118 | 84  | 27  | 7   |
| H. Toliver         | 14  | 9   | 4   | 1   | 4   |
| N. Vélez           | 15  | 0   | 0   | 0   | 0   |
| K. Wieser          | 2   | 3   | 1   | 2   | 0   |
| E. Wilson          | 5   | 13  | 12  | 0   | 1   |

P = presenze; PT = punti totali; AV = attacchi vincenti; MV = muri vincenti; BV = battute vincenti